# Zita Hanrot
Zita Hanrot (Marselha, 1 de janeiro de 1990) é uma atriz francesa. Ela venceu o César de melhor atriz revelação em 2016 pelo seu papel no filme Fatima.

## Biografia
Zita Hanrot nasceu em 1990 e é filha de mãe jamaicana e pai francês. Ela estudou história da arte por um curto período antes de matricular-se no Conservatório de Arte Dramática de Paris em 2011; ela completou seus estudos em 2014. Hanrot citou a atriz Béatrice Dalle como uma das suas inspirações, sobretudo pelo seu papel no filme de 1986 37°2 le matin.
O primeiro papel de Hanrot no cinema foi em 2012, no filme francês Radiostars, dirigido por Romain Lévy, no qual ela interpreta a irmã mais nova de Manu Payet. Posteriormente, ela participou dos filmes Une nouvelle amie (2013), e Eden (2014). Seu papel de destaque foi em 2015, no filme Fatima (2015), pelo qual ela recebeu o prêmio César de melhor atriz revelação. No filme, dirigido por Philippe Faucon, ela interpreta Nesrine, uma estudante de medicina e filha de um imigrante do Magrebe determinada a melhorar de vida.
Seu irmão, Idrissa Hanrot, também é ator e estrelou o filme Five, de 2016.

## Filmografia
| Ano  | Título                    | Papel          | Notas                                                |
| ---- | ------------------------- | -------------- | ---------------------------------------------------- |
| 2004 | Le Tuteur                 | Malika         | Série de televisão                                   |
| 2012 | Radiostars                | Jennifer       |                                                      |
| 2013 | Run                       | Dounia         | Curta-metragem                                       |
| 2014 | Eden                      | Anaïs          |                                                      |
| 2014 | Une nouvelle amie         | Garçonete      |                                                      |
| 2014 | Errance                   | Garota no trem | Curta-metragem                                       |
| 2015 | Rose et le soldat         | Rose           | Telefilme                                            |
| 2015 | Nuit/Béton                | Morgane        | Curta-metragem                                       |
| 2015 | Chefs                     | Nadia          | Minissérie                                           |
| 2015 | Fatima                    | Nesrine        | César de melhor atriz revelação                      |
| 2015 | Chez Victoire             | Iris           | Telefilme                                            |
| 2015 | Point du Jour             | Sabrina        | Curta-metragem                                       |
| 2016 | Le Gang des Antillais     | Linda          |                                                      |
| 2016 | De sas en sas             |                |                                                      |
| 2018 | Paul Sanchez est revenu!  | Marion         |                                                      |
| 2018 | Plan Coeur                | Elsa           | Série original Netflix - 16 episódios (2 temporadas) |
| 2019 | Les hirondelles de Kaboul |                |                                                      |
| 2020 | La Vie scolaire           | Samia          | Original Netflix                                     |